# Terminalien
Im römischen Kalender, vor der Einführung des Julianischen Kalenders durch Iulius Caesar, nannte man den 23. Februar Terminalien (Plural von ‚Terminalius‘). Im ursprünglichen Mondkalender waren sie der Gegensatz zu den Nonen und bezeichneten den abnehmenden Halbmond.
Nach dem 23. Februar begann in einem Schaltjahr der Schaltmonat Intercalaris. Er hatte 27 oder 28 Tage, je nachdem, ob es sich um ein Schaltjahr mit 377 oder 378 Tagen handelte. So ergab sich schnell ein ziemlicher Unterschied zwischen Kalender und Jahreszeiten, da das römische Jahr um ca. einen Tag zu lang war. Daher hat man oft willkürliche Einschaltungen vorgenommen, wobei mitunter erst wenige Tage vor den Terminalien des Februar (23. Februar) entschieden wurde, ob geschaltet werden sollte oder nicht. Da die Tage nach den Iden aber rückwärts bis zu den Kalenden des März (in Normaljahren) oder des Schaltmonats (in Schaltjahren) gezählt werden mussten, wurden in solchen Jahren die Tage bis zu den Terminalien des Februar gezählt. Der 20. Februar wurde dann mit „Tag IV vor den Terminalien“ bezeichnet. Beim römischen Kalender wurde der aktuelle Tag immer mitgezählt.